# آرشي غراي (لاعب كرة قدم)
آرشي غراي (بالإنجليزية: Archie Gray)‏ هو لاعب كرة قدم بريطاني في مركز الوسط، ولد في 12 مارس 2006.
بتاريخ 1 يوليو 2024، أعلن نادي توتنهام الإنكليزي، تعاقده مع مواطنه آرتشي غراي، لاعب خط وسط ليدز يونايتد السابق، بعقد طويل الأمد يمتد حتى عام 2030، لتدعيم صفوفه خلال فترة الانتقالات الصيفية.

## وصلات خارجية
- آرشي غراي على موقع الاتحاد الأوربي (الإنجليزية)
- آرشي غراي على موقع قاعدة بيانات كرة القدم.إي يو (الإنجليزية)
- آرشي غراي على موقع Soccerbase.com (لاعب) (الإنجليزية)
- آرشي غراي على موقع Soccerway.com (الإنجليزية)
- آرشي غراي على موقع عالم كرة القدم.نت (الإنجليزية)